# Mielichhoferia macrodonta
Mielichhoferia macrodonta är en bladmossart som beskrevs av Brotherus in Herzog 1916. Mielichhoferia macrodonta ingår i släktet kismossor, och familjen Bryaceae. Inga underarter finns listade i Catalogue of Life.